# Піч-ківш

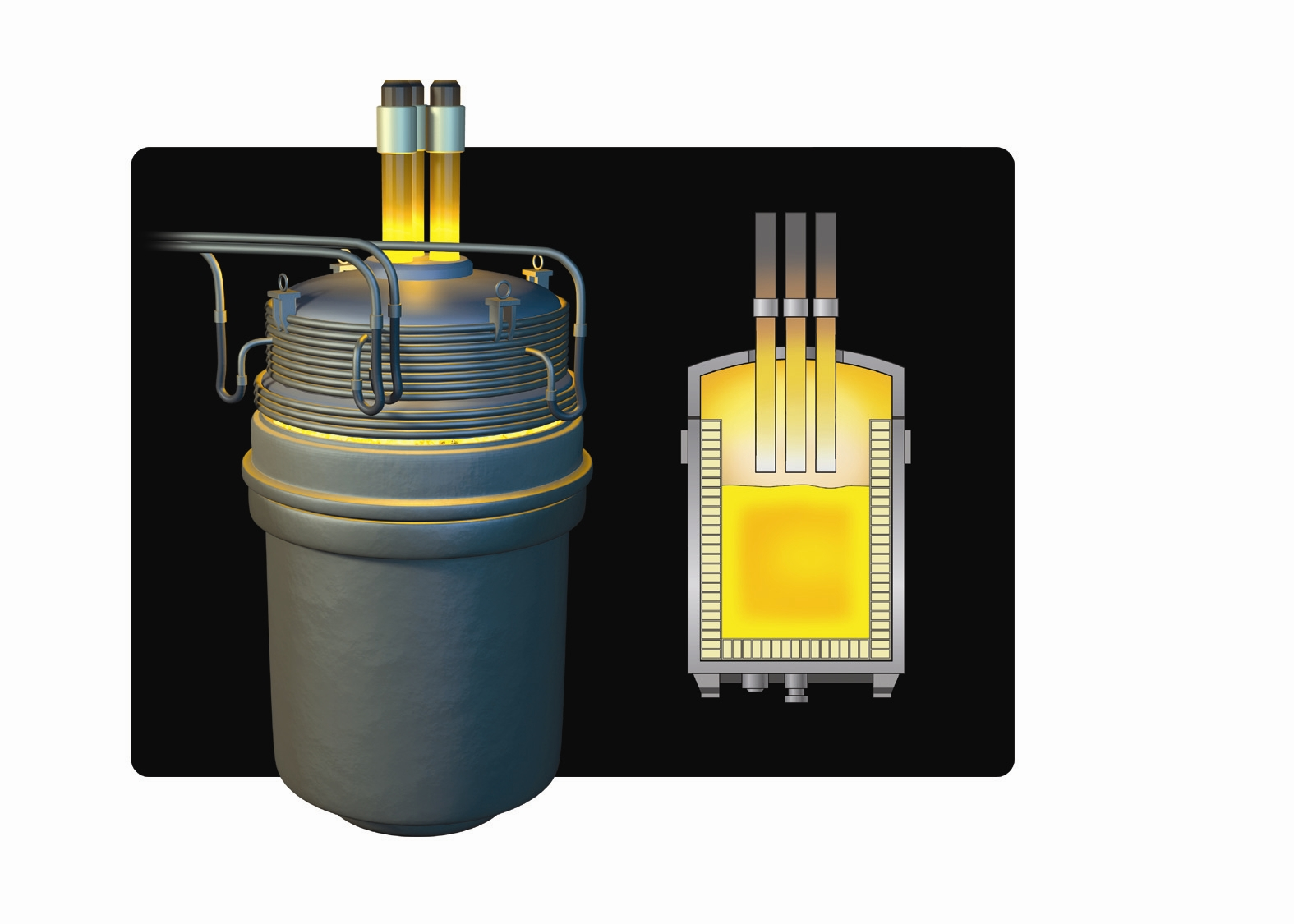
Графічна модель піч-ковша.

Піч-ківш, також ківш-піч, установка піч-ківш — багатофункціональний агрегат для обробки рідкої сталі, що дозволяє виконувати у сталерозливному ковші доведення металу по хімічному складу, розкиснення, мікролегування, модифікування. Піч-ківш використовується також для стабілізації температури, нагрівання рідкої сталі до необхідної температури та збереження її тепла. Ківш-піч виконаний як однофазна або трифазна електродугова піч. Розплав, підготовлений у піч-ковші поступає на установку для безперервного лиття або зливається у виливниці.
Станом на 2018 рік у світі агрегатами типу піч-ківш було устатковано понад 400 електросталеплавильних цехів міні-заводів і понад 100 конвертерних цехів металургійних заводів з повним металургійним циклом. Практика показує високу конкурентоспроможність агрегатів ківш-піч практично для всього діапазону місткості сталерозливних ковшів — від 12-15 т до 350—360 т.

## Історія
Процес позапічної обробки металу — рафінування у сталерозливному ковші з підігріванням металу електричною дугою був розроблений у 1971 році японською металургійною компанією Daido Steel.

## Будова
До складу установки піч-ківш входять сталерозливний ківш і кришка з установкою дугового нагріву сталі у ковші з 3 електродами. Крім того, до її складу входять засоби для перемішування металу інертним газом, система подачі феросплавів і матеріалів для рафінування сталі в ковші. Для безперервного введення різних речовин (вуглецю, розкислювачів, модифікаторів) може використовуватись порошковий дріт, що має в своєму перетині коло або прямокутник. Такий дріт великої довжини постачається в котках на металевій або дерев'яній рамі. Введення порошкового дроту в розплав здійснюється по напрямній трубі за допомогою спеціального трайбапарата, що складається із подавального і розмотувального пристроїв.

## Принцип дії
У трифазних установках піч-ківш, що працюють на змінному струмі промислової частоти, електричні дуги горять між трьома вертикально розташованими графітовими електродами і розплавом, який виконує роль нульової точки електричного з'єднання трьох дуг в «зірку».

## Виноски
1. ↑  Универсальный агрегат «ковш-печь». uas.su. Украинская ассоциация сталеплавильщиков. Архів оригіналу за 2 червня 2019. Процитовано 27 вересня 2020. (рос.)